# Алымов, Пётр Степанович
Пётр Степа́нович Алы́мов (23 августа 1901 года, деревня Рыбалово, ныне Серпуховской район, Московская область — 14 сентября 1964 года, Ленинград) — советский военный деятель, генерал-майор артиллерии (1943 год).

## Начальная биография
Пётр Степанович Алымов родился 23 августа 1901 года в деревне Рыбалово ныне Серпуховского района Московской области.

## Военная служба

### Гражданская война
В августе 1918 года вступил в ряды РККА, после чего был направлен красноармейцем в Александрово-Гайскую стрелковую бригаду.
В мае 1919 года был назначен на должность сотрудника Уральской ЧК по борьбе с контрреволюцией, в июле — на должность сотрудника повозочной хозяйственной команды комендантского управления штаба Южного фронта, в декабре — на должность политрука Серпуховского уездного караульного батальона, а с декабря 1920 года служил военкомом батальона в составе 151-го и 415-го стрелковых полков. Принимал участие в боевых действиях на Южном фронте.

### Межвоенное время
В июле 1921 года Алымов был направлен на учёбу во 2-ю Московскую артиллерийскую школу, после окончания которой с 1924 года служил в составе 17-го легкоартиллерийского дивизиона на должностях командира взвода и временно исполняющего должность начальника школы младшего комсостава.
С августа 1925 года служил 2-й Московской артиллерийской школе на должностях командира взвода, квартирмейстера, начальника связи батареи, помощника командира батареи, начальника хозяйственной части школы и вновь помощника командира батареи. В январе 1930 года был назначен на должность начальника полковой школы 14-го артиллерийского полка, а с марта 1933 года служил в 1-й артиллерийской дивизии (Московский военный округ) на должностях помощника начальника штаба артиллерии и начальника артиллерийского снабжения дивизии.
В феврале 1936 года был назначен на должность помощника начальника 1-го отделения, затем — на должность начальника 2-го отделения 1-го отдела штаба артиллерии Московского военного округа, в марте 1940 года — на должность начальника штаба 1-й артиллерийской бригады ПВО, в ноябре 1940 года — на должность командира артиллерийского полка 16-й мотобригады, а в апреле 1941 года — на должность командующего 5-м бригадным районом ПВО Дальневосточного фронта.

### Великая Отечественная война
С началом войны Алымов находился на прежней должности.
В январе 1942 года был назначен на должность начальника артиллерии Комсомольского бригадного района ПВО на Дальнем Востоке, а в феврале 1943 года — на должность начальника Горьковского училища зенитной артиллерии.
В начале июля 1943 года Алымов был назначен на должность командира Ростовского корпусного района ПВО, который в составе Западного фронта ПВО выполнял задачи по воздушной обороне Ростова-на-Дону, железнодорожного узла Батайск, а также железнодорожных станций, мостов и других объектов, коммуникаций в полосе Южного фронта. Также корпус под командованием Алымова в зависимости от обстановки использовался для борьбы против танков и мотопехоты противника.
К началу октября 1943 года Алымову было поручено передислоцировать отдельные части района на противовоздушную оборону освобождённых промышленных центров Донбасса, коммуникаций, складов и баз Южного фронта и сформировать новый Донбасский корпусной район ПВО со штабом в городе Сталино, и 2 октября этого же года Пётр Степанович Алымов был назначен на должность командующего войсками этого района. В апреле 1944 года Донбасский корпусной район ПВО был преобразован в 11-й корпус ПВО с подчинением Южному фронту ПВО. Донбасский корпусной район и 11-й корпус ПВО под командованием Алымова выполняли задачи по обороне от ударов противника с воздуха города Днепропетровск, Запорожье, Мариуполь и Мелитополь, важные железнодорожные узлы и станции Дебальцево, Волноваха, Пятихатки и Знаменка, а также мосты, переправы, коммуникации в тыловых границах и полосах действий Юго-Западного, Южного и частично Степного фронтов. С декабря 1944 года генерал-майор артиллерии Пётр Степанович Алымов был назначен на должность помощника командующего войсками Ленинградской армии ПВО.

### Послевоенная карьера
После окончания войны Алымов находился на прежней должности.
В январе 1946 года был назначен на должность командира 83-й зенитно-артиллерийской дивизии в составе Ленинградского военного округа, в октябре — на должность командира 20-й зенитно-артиллерийской бригады, а в марте 1949 года — на должность командира 25-й зенитно-артиллерийской дивизии.
Генерал-майор артиллерии Пётр Степанович Алымов в августе 1949 года вышел в запас. Умер 14 сентября 1964 года в Ленинграде.

## Награды
- Орден Ленина (21.02.1945[1]);
- два ордена Красного Знамени (03.11.1944[1], 20.06.1949[1]);
- Орден Отечественной войны 1 степени;
- Медали.